# 奈良・斑鳩1dayチケット
奈良・斑鳩1dayチケット（なら・いかるが ワンデイ チケット）は、近畿日本鉄道（近鉄）、奈良交通（近鉄・奈良交通は自社での発売無し）と、大阪市高速電気軌道 (Osaka Metro) など関西の鉄道・バス事業者が共同で発行している一日乗車券である。

## 概要
関西の各地域から、奈良市周辺や斑鳩・法隆寺エリアを訪れる観光客向けに通年で発売している。有効期間内（概ね年度ごと)の任意の1日間で利用できる。
磁気カード式の乗車券と、施設などでの割引・特典（詳細は公式サイトを参照）を受けられるクーポン券がセットになっている。行き先が奈良のため、乗車券には鹿が描かれている。
南海・泉北高速は2020年版をもって発売終了した。
2025年版から一部の事業者ではカード式からQRデジタルきっぷでの販売に移行することになり、利用にはスマートフォンとクレジットカードの所有が必須となった。

## フリーエリア
2024年現在。以下の鉄道およびバス路線が乗り降り自由となっている。ここでは、実際の運行系統に沿って記述する。
なお、奈良交通・生駒ケーブルから本乗車券の利用を開始することはできない。
| 事業者   | 路線名（近鉄） | フリーエリア                                             |
| -------- | -------------- | -------------------------------------------------------- |
| 近鉄     | 難波線・奈良線 | 大阪難波駅 - 近鉄奈良駅間（全線）                        |
| 近鉄     | 京都線・橿原線 | 京都駅 - 大和西大寺駅 - 筒井駅間                         |
| 近鉄     | けいはんな線   | 長田駅 - 生駒駅間                                        |
| 近鉄     | 生駒ケーブル   | 鳥居前駅 - 生駒山上駅間（全線）                          |
| 奈良交通 |                | 奈良公園周辺、西の京エリア、斑鳩・法隆寺エリアの指定区間 |

また、発売事業者版により以下の路線および区間も乗り降り自由となる。
| 発売事業者                        | フリーエリア                                                                              | 近鉄線への主な接続駅 |                                                                                           |
| --------------------------------- | ----------------------------------------------------------------------------------------- | --- | ----------------------------------------------------------------------------------------- |
| Osaka Metro版                     | ・Osaka Metro全線（夢洲駅を除く） ・大阪シティバス全線 （IKEA線・USJ線を除く）            | ・なんば駅 （＝大阪難波駅）、日本橋駅 （＝近鉄日本橋駅）、谷町九丁目駅 （＝大阪上本町駅）                                                | ・なんば駅 （＝大阪難波駅）、日本橋駅 （＝近鉄日本橋駅）、谷町九丁目駅 （＝大阪上本町駅） |
| Osaka Metro版                     | ・Osaka Metro全線（夢洲駅を除く） ・大阪シティバス全線 （IKEA線・USJ線を除く）            | ・相互直通運転を行っている、Osaka Metro中央線 ⇔ 近鉄けいはんな線 （長田駅） 経由も利用可能                                               |                                                                                           |
| 北大阪急行版                      | ・北大阪急行全線 ・Osaka Metro全線（夢洲駅を除く）                                        | ・なんば駅（相互直通運転を行っている、Osaka Metro御堂筋線を経由）                                                                        |                                                                                           |
| 大阪モノレール版                  | ・北大阪急行 江坂駅 - 千里中央駅間 ・Osaka Metro全線（夢洲駅を除く） ・大阪モノレール全線 | ・北大阪急行版と同様（※千里中央駅で北大阪急行線に乗り換え）                                                                              |                                                                                           |
| 阪急版                            | ・阪急電鉄全線（神戸高速線を除く） ・Osaka Metro全線（夢洲駅を除く）                      | ・日本橋駅（阪急千里線と相互直通運転を行っている、Osaka Metro堺筋線を経由） ・なんば駅（大阪梅田駅 （地下鉄梅田駅） から御堂筋線を経由） |                                                                                           |
| 能勢電鉄版                        | ・阪急版に加え、能勢電鉄全線（ケーブル・リフトを除く）                                    | ・阪急版と同様（※川西能勢口駅で阪急宝塚線に乗り換え）                                                                                    |                                                                                           |
| 京都市営地下鉄版 （京都市交通局） | ・京都市営地下鉄全線 ※京都市営バスは対象外                                                | ・京都駅 | ・京都駅                                                                                  |
| 京都市営地下鉄版 （京都市交通局） | ・京都市営地下鉄全線 ※京都市営バスは対象外                                                | ・相互直通運転を行っている、京都市営地下鉄烏丸線 ⇔ 近鉄京都線（竹田駅）経由も利用可能                                                    |                                                                                           |
| 京阪版                            | ・京阪電鉄全線（大津線系統・ケーブルを除く）                                              | ・丹波橋駅（＝近鉄丹波橋駅） |                                                                                           |
| 阪神版                            | ・阪神電鉄全線（神戸高速線を除く）                                                        | ・大阪難波駅（阪神なんば線経由で、近鉄線と相互直通運転）                                                                                 |                                                                                           |
| 神戸高速版                        | ・阪神版に加え、神戸高速鉄道全線                                                          | ・阪神版と同様（阪神電鉄線方面と相互直通運転）                                                                                           |                                                                                           |
| 神戸市営地下鉄版 （神戸市交通局） | ・阪神版に加え、神戸市営地下鉄全線 ※神戸市バスは対象外                                    | ・阪神版と同様（※三宮駅で阪神電鉄に乗り換え）                                                                                            |                                                                                           |
| 神戸電鉄版                        | ・阪神版に加え、神戸電鉄全線 ・神戸高速線 新開地駅 - 元町駅間、新開地駅 - 湊川駅間        | ・阪神版と同様（※新開地駅で阪神電鉄線方面に乗り換え）                                                                                    |                                                                                           |
| 山陽 明石以東版                   | ・阪神版に加え、山陽電鉄 西代駅 - 山陽明石駅間と、阪神神戸高速線全線                      | ・阪神版と同様（阪神電鉄線方面と相互直通運転）                                                                                           |                                                                                           |
| 山陽 全線版                       | ・阪神版に加え、山陽電鉄全線と、阪神神戸高速線全線                                        | ・阪神版と同様（阪神電鉄線方面と相互直通運転）                                                                                           |                                                                                           |

発売終了
| 発売事業者       | フリーエリア                                                    | 近鉄線への主な接続駅         |
| ---------------- | --------------------------------------------------------------- | ---------------------------- |
| 南海・泉北高速版 | ・南海電鉄全線（関西空港駅・高野山駅を除く） ・泉北高速鉄道全線 | ・南海難波駅（＝大阪難波駅） |

## 発売額
2024年度現在。全て大人料金のみの設定。発売箇所は各事業者ホームページを参照。
| 発売事業者         | 料金    |
| ------------------ | ------- |
| Osaka Metro        | 2,200円 |
| 北大阪急行         | 2,250円 |
| 大阪モノレール     | 2,750円 |
| 阪急               | 2,450円 |
| 能勢電鉄           | 2,750円 |
| 京都市交通局       | 2,200円 |
| 京阪               | 2,200円 |
| 阪神               | 2,100円 |
| 神戸高速           | 2,300円 |
| 神戸市交通局       | 2,700円 |
| 神戸電鉄           | 2,900円 |
| 山陽（明石以東版） | 2,800円 |
| 山陽（全線版）     | 3,100円 |

発売終了
| 発売事業者     | 料金    |
| -------------- | ------- |
| 南海・泉北高速 | 2,100円 |